# 메트로섹슈얼

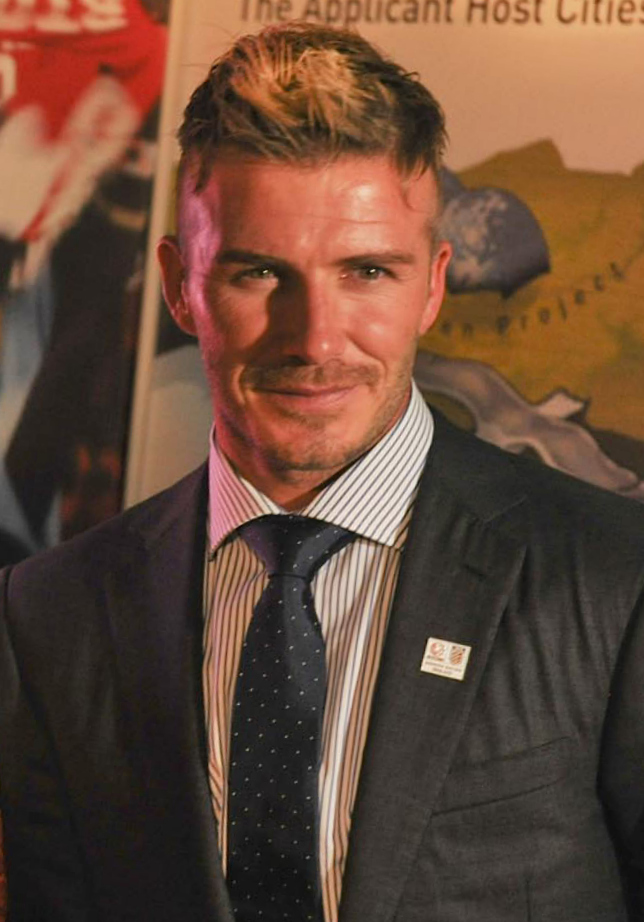

메트로섹슈얼(Metrosexual)은 패션이나 헤어스타일을 가꾸는 것에 관심을 두며, 내면의 여성성을 긍정적으로 즐기는 현대 남성을 뜻한다. 1994년 영국의 문화비평가 마크 심슨(Mark Simpson)이 인디펜던트(Independent)지 칼럼에서 여성적 취향의 남성들을 이 용어로 표현한 것이 시초다. 외모를 중시하는 젊은 남자들의 새로운 변화를 빗대어 표현했는데, 메트로섹슈얼 족은 도시(Metro)에 살면서 패션, 미용, 인테리어, 요리 등 여성적(Sexual) 라이프 스타일에 적극적으로 관심을 기울이고 예쁜 얼굴에 운동으로 다져진 탄탄한 몸을 가졌다. 주로 경제력 있는 20~40대이며, 고급 쇼핑을 즐기면서 명예보다는 가족과 우정을 우선시한다. 메트로섹슈얼은 남성과 여성의 역할 경계가 점차 모호해지는 변화된 사회상을 반영하고 있으며, 외모지상주의 문화에 자유롭지 못한 현 세태와 웰빙트렌드와도 연관성이 있는 것으로 해석할 수 있다.

## 개념의 발전[1]
- 1994년 마크 심슨이 일간지 '인디펜던트(Independent)'지 칼럼에서 이 용어를 처음 사용했을 당시의 의도는 그러한 새로운 소비 취향을 가진 남자들이 실제 존재한다는 것을 설명하기보다, 광고가 만들어낸 이미지일 뿐이며 수수한 소비를 하는 평범한 남자들을 부추기는 소비 자본주의 행태라고 조롱하는 데 있었다.
- 그 후 그는 2002년 7월, 미국의 인터넷 웹진 살롱닷컴(Salon.com)에서 "메트로섹슈얼과 만나다."라는 칼럼에서 메트로섹슈얼을 다음과 같이 재정의했고, 선풍적인 관심을 끌며 뉴욕을 휩쓸면서 비로소 전 세계 언론을 통해 일파만파로 퍼져 나갔다. "메트로 섹슈얼 타입은 메트로폴리탄(metropolitan) 가까이 살면서 돈을 쓰는 젊은 남자다. 왜냐하면, 거기에 최고의 숍, 클럽, 피트니스 클럽, 헤어 숍이 있기 때문이다. 그는 엄밀하게 게이나 양성애자일 수도 있다. 그러나 그것은 전혀 중요하지 않다. 그의 성적 취향은 단지 그의 기쁨을 주기 위해 존재하기 때문이다. 그래서 메트로섹슈얼 타입은 대개가 모델이거나, 웨이터, 팝 뮤지션, 미디어 업계에 종사하는 이들이 많다."
- 이러한 마크 심슨의 언급 이후, 2003년 영국과 미국의 수많은 매스컴은 외모에 관심이 있는 남자들을 메트로섹슈얼이라고 명명하면서 남성용품 시장의 확대를 집중 보도했다. 이후 2003년 들어 유럽의 광고 대행사 유로 RSCG에서 2004년 20대 트렌드에 메트로섹슈얼을 4위에 올려놓으면서 더욱 언론의 관심을 받기 시작했다. 메트로섹슈얼 족을 게이나 양성애자라고 주장한 마크심슨과 달리 언론에서는 이들이 이성애자라고 명확히 구분하여 보도했다. 또한, 메트로섹슈얼에 대해서 "그들이 대도시나 그 주변에 밀집해 있다는 점에서 '메트로'고 무기력하거나 나약하지 않지만, 자신의 여성스러운 면에 편하게 느낀다는 점에서 '섹슈얼'이다."라고 보다 명확하게 정의했다.
- 미국의 통용어 협회에서 공식적으로 "2003년 올해의 단어"로 선정되기도 한다.

## 메트로섹슈얼 현상의 특징[2]
1. 남성들의 자유로운 감성의 표현으로 남성의 기질을 내포하면서 여성적 감성을 나타내는 남성들의 새로운 문화 흐름이다.
2. 메트로섹슈얼 현상은 사회 문화적 의미에서 통용되는 것으로 남성들의 라이프스타일에 초점을 두는 것이다.
3. 이러한 현상은 남성들의 가치 지향적 자아실현을 통해 시각적으로 나타난다. 메트로섹슈얼 현상은 이전까지 여성의 전유물이었던 패션, 뷰티, 성형 등 외모에 대한 관심도가 높아지면서 공감대를 형성하거나 많은 지출을 하는 것을 그 특징으로 한다.
4. 과거의 권위적이면서 가부장적인 사고를 버리고 현대의 여성들과 그녀들의 의식변화에 발맞춰 함께한다는 개념으로서의 의식변화를 가져왔다.

## 광고, TV, 영화에서의 재현

### 광고
- 꽃을 든 남자- 안정환

축구선수 안정환의 이 광고는 남성의 예쁘장한 모습으로 여성 화장품 광고에 나왔다는 것으로 광고계에 획기적인 변화를 보여주었으며, '피부가 장난이 아닌데' 등과 같은 광고 문구에서와 같이 남성들도 깨끗한 피부 관리에 대한 필요성을 강조하였다. 여성들의 전유물과도 같았던 파운데이션과 로션을 접목한 컬러로션이 이 광고 이후 불티나게 팔렸다고 하니, 화장품의 변화와 남성의 아름다움을 업그레이드한 것이다. 게다가 남성들의 깨끗한 피부를 위하여 여성용 기능성 화장품인 팩을 남성 화장품의 범주에 새로이 부각시켰다.
- 캘빈클라인- 마키 마크(Marky Mark)

1990년대 캘빈 클라인은 jeans 광고에서 최초로 남성을 성적 대상으로 소구하였으며, 한 단계 더 나아가 남녀공용의 향수를 출시함으로써 중성화된 양성성을 표현하였고, 또한 눈길을 끄는 대상으로 사용하였다. 그 이후의 광고들에서도 전통적인 남성성에 대한 생각과 남성성의 표현 양식을 공략함과 동시에 성에 관한 새로운 코드를 확립하여 남성들에게 시선을 끌 수 있는 힘을 확립해주었다. 미국에서 유명한 래퍼인 마키 마크는 상의를 벗은 건장한 근육질의 몸에 캘빈 클라인의 진과 속옷의 상표를 노출하여 착용함으로써 도발적인 에로티시즘으로 대중의 시선을 끌게 되었다. 이처럼 캘빈 클라인은 동성애적인 요소보다는 남성들의 자기애적인 나르시시즘을 통한 성적인 요소를 이용하여 동성애자들뿐만 아니라 이성애자들에게도 똑같은 효과를 일으켰다.

### TV
- 여성 라이프스타일 채널 온스타일(Onstyle)에서는‘메트로 섹슈얼’을 대표하는 도시 남성들의 삶을 엿볼 수 있는 리얼 다큐 시리즈 《싱글즈 인 서울2-메트로섹슈얼》을 2004년 11월 5일부터 45분 10회에 걸쳐 방송했다. 프로그램의 기획의도는 '싱글 남자들의 생생한 모습을 전달한다'였으며 메트로섹슈얼이라는 트렌드를 대표하는 싱글 남성 10명의 삶을 ‘리얼 다큐’형식으로 조명했다.
- 수많은 드라마 속 남성들의 이미지는 21세기를 대표하는 남성코드가 메트로섹슈얼임을 말해주고 있다. 최근의 여러 드라마의 남성 등장인물 중 다수가 전문직종을 가지면서 패셔너블하고, 남자다우면서도 연약한 감성을 가진 전형적인 메트로섹슈얼이다.[3]
  - 드라마 《불새》에서 에릭은 재벌 2세로 등장한다. 에릭의 패션을 살펴보면 전형적인 재벌 2세의 틀을 과감히 벗어던지고 비비드 컬러나 플라워 프린트 등을 자유롭게 입었다. 에릭은 드라마에서 내내 정장패션에 타이를 매지 않는 노타이(no-tie)를 고수하였고, 이는 남성복업계에 이른바 노타이 패션을 유행시키는 계기가 되었다. 이와 더불어 노타이 패션은 셔츠의 디자인에 있어서 화려함으로 이어진다. 플라워 프린트, 비비드 컬러의 스트라이프 셔츠 등이 유행하기도 하였다.
  - 마찬가지로 《파리의 연인》에서 이동건은 재벌가의 손자 역할을 연기하였다. 자유스럽고, 얽매임을 거부하고, 방황하는 역할인 만큼 초반에는 보헤미안 스타일의 패션을 많이 선보였고 후반에는 재벌가의 손자로 회사경영에 참여하는 역할을 하기 위해 테디보이 스타일의 패션을 고수하였다. 메트로섹슈얼로 표현되는 드라마 속의 남자 주인공들은 부드럽고 감성적인 인물로 표현된되고 패션감각이 뛰어난 남성의 이미지로 변하는 것을 보여줌으로 현대 사회가 요구하는 남성상이 강한 마초적 남성이 아닌 메트로섹슈얼임을 알 수 있다. 드라마의 성공은 메트로섹슈얼 확산에 이바지하고 있으며 남성들의 사고방식과 문화를 변화시키고 새롭게 만들어 가는 데 일조를 하고 있다.

### 영화
- 아메리칸 사이코(American Psycho)- 크리스찬 베일(Christian Charles Philip Bale)

주인공인 크리스찬 베일은 뉴욕 월스트리트 중심가의 금융사 P&P의 부회장이다. 그의 일과는 몇 단계에 걸친 꼼꼼한 피부관리를 하는 것으로 시작한다. 그는 헬스로 몸매를 만들고 미용실에서 머리를 다듬으며 조르지아, 아르마니, 장 폴 고띠에, 베르사체 등 값비싼 브랜드의 의상과 향수와 액세서리로 치장한다. 또한 최고급 분위기의 레스토랑에서 저녁 식사를 즐긴다. 이 영화 초반에 나오는 주인공의 하얀 침실과 내레이션은 메트로 섹슈얼 남성의 많은 특징을 한꺼번에 보여준다.
- 올드보이- 유지태

한 남자의 복수를 중심으로 이야기가 전개되는 이 영화에서의 주인공 유지태는 기존의 '복수'라는 장치와 연결되는 거친 외모의 남성의 이미지와는 달리 항상 깔끔한 정장에 세련된 스타일의 모습을 잃지 않는다. 영화의 내용과는 무관하게 그가 풍기는 이미지와 그가 거주하는 집은 메트로섹슈얼의 성향을 여지없이 보여준다. 유지태가 거주하는 펜트하우스는 보라색과 카키색이 잘 어우러진 침대와 인테리어, 드레싱룸과 반신욕을 할 수 있는 화려한 욕조와 많은 화장품과 많은 옷이 갖춰져 있으며 그는 그것을 백분 활용한다. 그는 또한 영화에서 남성에게 보편화된 운동인 헬스나 복싱이 아닌 요가를 한다. 이러한 성향이 낯설지 않은 이유는 우리가 사는 이 시대에 이러한 성향이 있는 남자들을 주위에서 쉽게 찾아볼 수 있기 때문이다.

## 관련용어
크로스섹슈얼여성스러운 생활 방식을 빌려 여성 복장을 하거나, 색조 화장을 하는 등 여성 패션을 그대로 차용한다는 것이 메트로섹슈얼과 차이점이다. 크로스섹슈얼은 남성도 여성도 아닌 양성화된 예쁜 남성상으로 등장한 새로운 키워드로, 여성들의 패션이나 헤어스타일, 액세서리 등을 하나의 남성패션 코드로 하여 치장을 즐기는 남성의 스타일로, 물론 말투나 행동까지 여성스러운 것은 아니다. 여성의 화려한 패션을 차용한다는 점에서 자신을 남성으로 아름답게 가꾸는 메트로섹슈얼과는 차별화된다.
위버섹슈얼위버(Über)는 더 높은, 더 나은이란 뜻의 독일어+섹시함=남성적인 섹시함을 말하는 것이다. 메트로섹슈얼의 부정성을 남성적 장점으로 보완한 새로운 개념이라고 할 수 있다. 메트로섹슈얼이 유아적 남성적 욕망의 표출이었던 데 비해 위버섹슈얼은 새롭게 수양해야 할 남성 트랜드로 제시된다. 세계적인 트렌드 연구가 마리안 살즈만은 자신의 저서인 남성의 미래(The Future of Men)에서 새로운 남성성을 정의하기 위한 단어로 위버섹슈얼을 사용하며 한마디로 '분을 바르는 그러나 인류를 위해서 터프하게 바르는 남자'라고 했다. 살즈만은 메트로섹슈얼과 위버섹슈얼의 차이점에 대해 '둘 다 매력적이지만'이라는 전제하에 '둘 다 열정적이나, 메트로섹슈얼은 자기 자신에 대해 열정적이고 위버섹슈얼은 대의와 원칙에 대해 열정적이다' 혹은 '위버섹슈얼은 자기 헤어스타일 가꾸는 것보다는 내면을 가꾸는 데 시간을 보낸다'라는 식으로 설명한다. 한마디로 '멋있어 보이는 동시에 속도 꽉 찬 이상적인 남성'이다.

## 같이 보기
- 크로스섹슈얼
- 콘트라섹슈얼

## 참고 문헌
- 최성아(2004), 『metrosexual의 등장과 남성 마케팅 붐』, 21세기북스.
- 조수현(2005), 「포스트모던시대에서 메트로섹슈얼과 콘트라섹슈얼 경향에 대한 연구」, 강남대학교 석사학위논문.
- 박달지(2007), 「메트로섹슈얼 현상에 의한 토탈 브랜드에 관한 연구」, 홍익대학교 석사학위논문.
- 이혜진(2007),「지역별 남자 대학생들의 헤어스타일 동향」, 중앙대학교 석사학위논문.